# Поль Берато
Поль Берато (фр. Paul Bérato; 19 лютого 1915, Тоннен, департамент Ло і Гаронна — 11 лютого 1989, Кастельморон-сюр-Ло, департамент Ло і Гаронна) — французький письменник, автор численних фантастичних і пригодницьких творів. Творив під численними псевдонімами, з яких найпопулярнішими були Ів Дермез (фр. Yves Dermèze), Поль Бера (фр. Paul Béra), Мішель Авріль (фр. Michel Avril) і Андре Гасконь (фр. André Gascogne), а також колективний псевдонім Містер Поль (фр. Paul Mystère, від mystère — «загадка, таємниця»); використовував також іншомовні псевдоніми Джон Лак (англ. John Luck), Френсіс Хоуп (англ. Francis Hope), Стів Еванс (англ. Steve Evans), Луїджі Саетта (італ. Luigi Saetta) та інші.

## Біографія
Першу книгу опублікував у 1941 році. Поліційний детектив «Пам'ять заплаче» (фр. Souvenance pleurait, 1950) був удостоєний Премії пригодницького роману. 1977 року письменнику (вірніше, одній з його іпостасей — Іву Дермезу) було присуджено спеціальну премію Великої премії фантастики за сукупністю творчих заслуг.